# Tawi-Tawi
Tawi-Tawi és una província de la Regió Autònoma del Mindanao Musulmà a les Filipines. És la província més meridional del país i només està a 20 km de Sabah a Malàisia. La seva capital és Bongao.

## Història
Tawi-Tawi era part de la província de Sulu fins a l'11 de setembre de 1973 quan es va segregar i es va convertir en província.
El seu nom deriva de jaui que en malai significa "lluny". Austronesis prehistòrics d'Àsia continental repetirien la paraula, jaui-jaui, perquè les illes estaven tan lluny del continent.
A Tawi-Tawi pertanyen les illes de Mapun (antigament Cagayán de Joló) i Sibutu, que van quedar fora de les coordenades imposades pels Estats Units al Tractat de París, de manera que van seguir sent nominalment de sobirania espanyola fins a la ratificació el 23 de març de 1901 d'un acord signat a Washington el 7 de novembre del 1900, mitjançant el qual Espanya rebria 100.000 dòlars a canvi de les illes.

## Llenguatge
Encara perviu a l'illa l'ús del crioll espanyol.